# The Hard Sell (Encore)
The Hard Sell (Encore) é uma versão estendida do álbum gravado ao vivo por DJ Shadow e Cut Chemist durante os ensaios para o show do Hollywood Bowl em Junho de 2007: The Hard Sell. Gravado meses depois do disco original, contém material inédito além das rotinas já conhecidas.

## Equipamento usado
- 8 Toca-discos
- 4 mixers
- 2 pedais de guitarras

## Faixas
1. On A Mission (5:19)
2. Jukebox Rock (7:36)
3. Funky (6:57)
4. Chilled (6:53)
5. Sun Used To Shine (3:10)
6. Fused Of Course (17:28)
7. Toro Toro (2:56)
8. Hooked On Atari (23:48)
9. Turned Around And Time Warped (4:48)

## Samples
Jukebox Rock
- "Rock Around the Clock" de Telex
- "Eye of the Tiger" de Big Daddy

Funky
- "Passin' Me By" de The Pharcyde
- "Apache" de Incredible Bongo Band
- "It's a New Day" de Skull Snaps

Chilled
- "Father Figure" de George Michael
- "En Focus" de De La Soul
- "Try Again" de Aaliyah
- "Jimmi Diggin Cats" de Digable Planets
- "Mistadobalina" de Del tha Funkee Homosapien

Sun Used to Shine
- "Synthetic Substitution" de Melvin Bliss
- "Magic Mountain" de War do álbum Love Is All Around

Fused of Course
- Smash Hits Interview flexi disc with Spandau Ballet
- Palavras faladas por Robert Plant
- "Soupy" de Maggie Thrett
- "We Will Rock You" de Queen

Toro Toro
Hooked on Atari
- "When I Hear Music" de Debbie Deb
- "I Never Scared" de Bonecrusher
- "The Way You Move" de OutKast
- "Everlong" de Foo Fighters
- "Somebody To Love" de Jefferson Airplane
- "Break on Through (To the Other Side)" de The Doors
- "Whoa, Back, Buck!" de Dave Plaehn
- "Space Invaders" de Player One
- "Hater" de Various Production

Turned Around And Time Warped
- "A Few More Kisses To Go" de Isaac Hayes